# Paolo Bailetti
Pour les articles homonymes, voir Bailetti.
Paolo Bailetti, né le 15 juillet 1980 à Somma Lombardo, dans la province de Varèse et la Lombardie, est un coureur cycliste italien, professionnel depuis 2006.

## Palmarès
- 2001
  - Giro Ciclistico del Cigno
- 2002
  -  Champion d'Italie sur route espoirs
- 2003
  - Coppa Colli Briantei Internazionale
  - Grand Prix de la ville de Felino
  - 2e du Baby Giro
- 2004
  - Mémorial Antonio Davitto
  - Trofeo della Rapa Rossa Doc
  - Grand Prix de la ville de Felino
  - Ruota d'Oro
  - 2e du Giro delle Valli Aretine
  - 2e du Gran Premio Inda
  - 2e du Trofeo Sportivi di Briga
  - 2e de la Coppa Collecchio
  - 3e du Tour du Frioul-Vénétie julienne
- 2005
  - 2e du Trophée Matteotti
  - 3e du Giro del Medio Brenta

## Résultats sur les grands tours

### Tour d'Italie
1 participation
- 2008 : 88e

## Classements mondiaux
| Année           | 2005 | 2006 | 2007 | 2008 | 2009 | 2010 | 2011 | 2012 |
| --------------- | ---- | ---- | ---- | ---- | ---- | ---- | ---- | ---- |
| UCI Europe Tour | 63e  | 254e | 123e | 702e |      | 247e | 224e | 414e |